# Hayashi Hidesada
Hayashi Hidesada (林 秀貞?; ... – 21 novembre 1580) è stato un samurai giapponese del periodo Sengoku che servì il clan Oda. È conosciuto anche come Michikatsu (通勝?). Il suo titolo di corte fu Sado no Kami.

## Biografia
La famiglia Hayashi, un ramo del clan Inaba, era originaria del villaggio di Oki nel distretto Kasugai della provincia di Owari. Michikatsu, nato nei primi decenni del XVI° secolo, servì il clan Oda, prima con Oda Nobuhide, e poi con il giovane Oda Nobunaga nel momento della sua assegnazione del castello di Nagoya. Hidesada era il principale Karō (ufficiale samurai di alto rango); assieme a Hirate Masahide servì come guardia di Nobunaga. Nel 1546 assisté Nobunaga alla cerimonia genpuku (cerimonia in cui si celebra la maggiore età).
Dopo la morte di Nobuhide nel 1551, Hidesada si preoccupò per il comportamento eccentrico di Nobunaga, e supportò segretamente Oda Nobuyuki, fratello di Nobunaga, come successore del clan. Nel 1555 Nobunaga uccise Oda Nobutomo e catturò il castello di Kiyosu; Hidesada fu messo a difesa del castello di Nagoya. Nobunaga unì l'intero clan Oda sconfiggendo tutti i contendenti, e prese il controllo della provincia di Owari. Tuttavia, Hidesada era ancora profondamente insoddisfatto di Nobunaga. Nel 1556, assieme a Hidesada, Shibata Katsuie raccolse truppe per cacciare Nobunaga e sostituirlo con Oda Nobuyuki. Vennero sconfitti nella battaglia di Inō ed una tregua temporanea fu mediata da Nobunaga, che non voleva continuare una lotta avrebbe potuto portare ad un'invasione di daimyō vicini. Hidesada e Katsuie furono entrambi graziati e mantennero le loro posizioni nel clan Oda. Due anni più tardi, Nobuyuki tramò ancora contro Nobunaga e questa volta fu ucciso.
Nel novembre 1575 dopo che Nobunaga decise di ritirarsi per mettere Oda Nobutada come capo del clan, Hidesada fu incaricato di prendersi cura di Nobutada. Nel mese di agosto 1580, Nobunaga decise improvvisamente di bandire Hidesada da tutte le posizioni per aver sostenuto Nobuyuki in passato. Il motivo sembra essere molto banale, ed è molto probabile che Nobunaga decise che Hidesada aveva esaurito la sua utilità e decise di tagliare dei servitori. 
Probabilmente da quel momento visse a Kyoto dove morì pochi anni dopo.